# مارغوت ريس
مارغوت ريس (بالإنجليزية: Margot Rhys)‏ هي عارضة وممثلة أسترالية، ولدت في 1914، وتوفيت في 21 يونيو 1996.

## وصلات خارجية
- مارغوت ريس على موقع IMDb (الإنجليزية)
- مارغوت ريس على موقع قاعدة بيانات الفيلم (الإنجليزية)